# Leptobotia guilinensis
Leptobotia guilinensis és una espècie de peix de la família dels cobítids i de l'ordre dels cipriniformes.

## Morfologia
Fa 10 cm de llargària màxima.

## Alimentació
En estat salvatge, és un depredador bentònic que es nodreix d'insectes, crustacis i peixets.

## Hàbitat i distribució geogràfica
És un peix d'aigua dolça (pH entre 6.5 i 7.5), demersal i de clima subtropical, el qual viu a Àsia: els rierols amb substrat sorrenc de Guangxi i Hunan a la Xina.

## Amenaces
Les seues principals amenaces són la urbanització i la contaminació d'origen agrícola.

## Observacions
És inofensiu per als humans i consumit com a aliment.